# 広瀬神社 (竹田市)
広瀬神社（廣瀬神社、ひろせじんじゃ）は、大分県竹田市大字竹田2020にある神社。1935年（昭和10年）建立。旧社格は県社。

## 祭神
竹田市出身で「軍神」と呼ばれた海軍中佐の広瀬武夫命を主祭神とする。竹田市を含む旧直入郡（現在はほぼ全域が竹田市内）内の戦歿者等の霊1400余柱を合祀している。
主祭神
- 広瀬武夫命

## 歴史
1904年（明治37年）3月27日に日露戦争の旅順港閉塞作戦で戦死した広瀬中佐の人格と報国の精神を敬仰して、首相の岡田啓介や地元の黒川健士ほか数百名によって広瀬神社創建奉賛会が結成され、1935年（昭和10年）5月に社殿が落成した。5月25日に鎮座祭が行われ、県社に列せられた。
1948年（昭和23年）7月、大分県直入郡遺族連合会が、郡内の国家公共に尽くして亡くなった人々の霊の広瀬神社への合祀を議決した。1949年（昭和24年）に第1回の合祀が行われた。

## 境内
鳥居の前には広瀬武夫の胸像がある。境内には広瀬武夫記念館があり、広瀬武夫の遺品などが展示されている。館内にはかつて広瀬の乗艦であった戦艦朝日のカッターが寄進されており、旧海軍時代のものとしては貴重なものである。
また、同じく竹田市出身の陸軍大将阿南惟幾の顕彰碑がある。碑は岸信介の書によるものである。

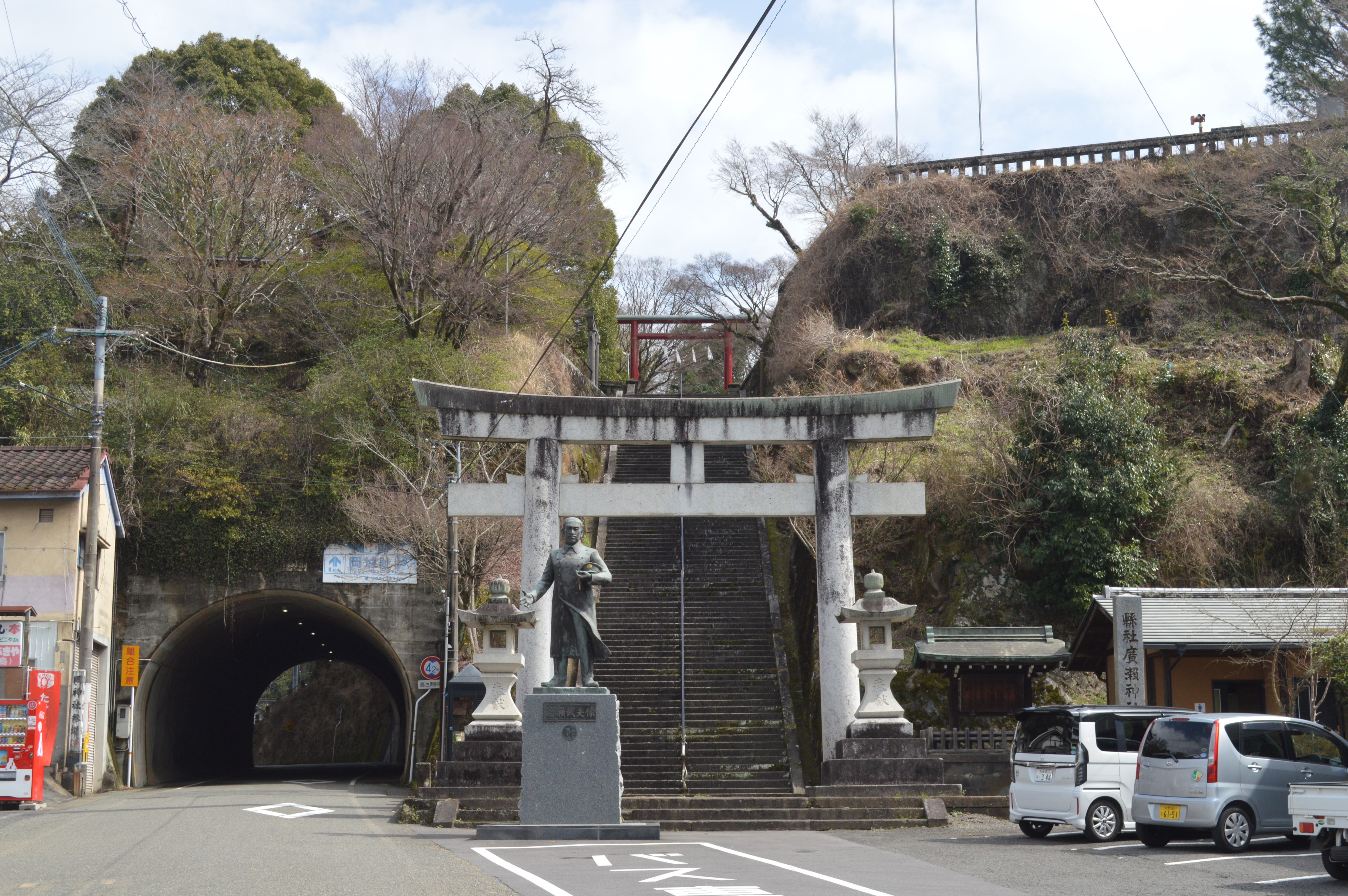
鳥居
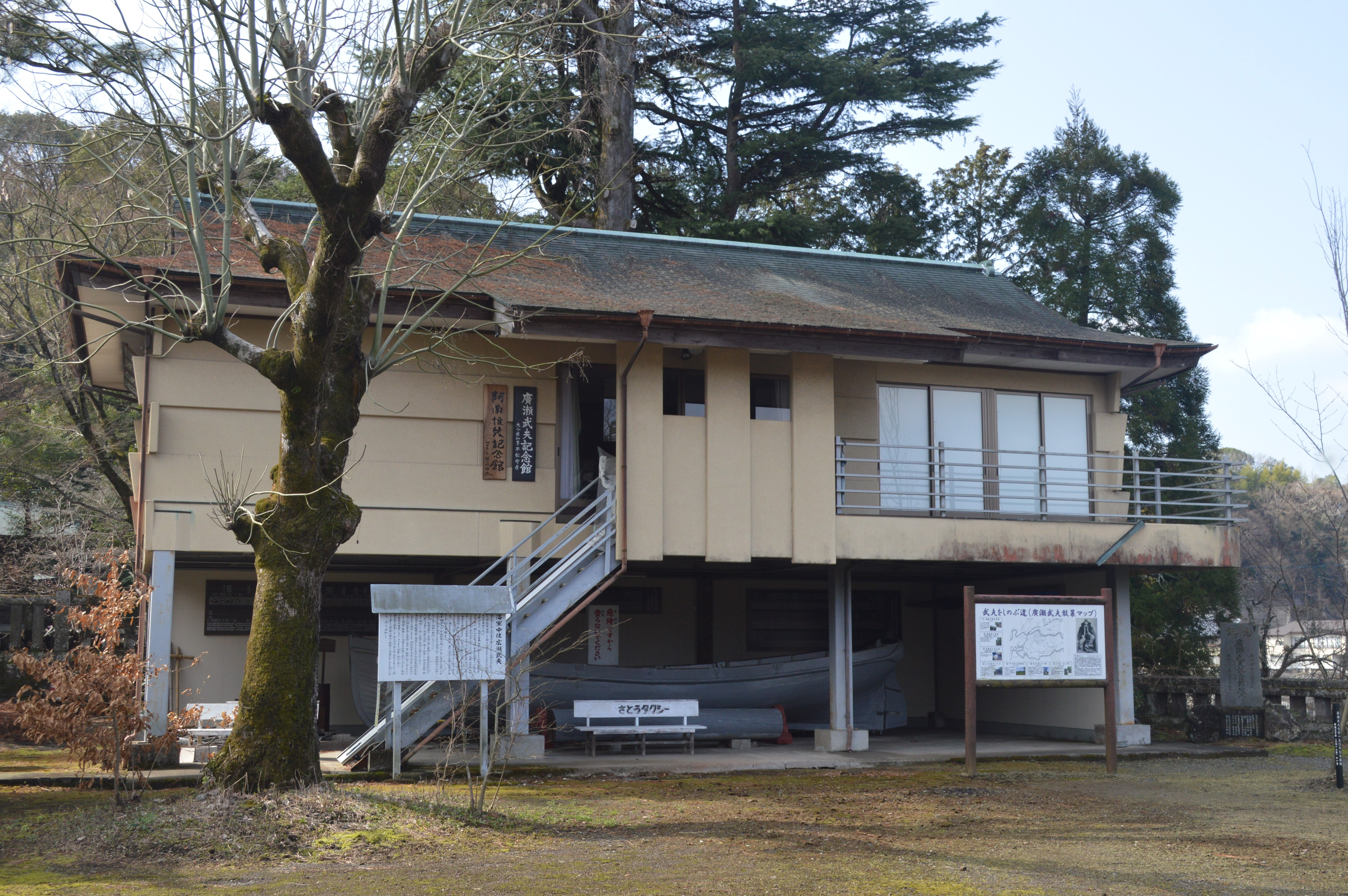
広瀬武夫記念館
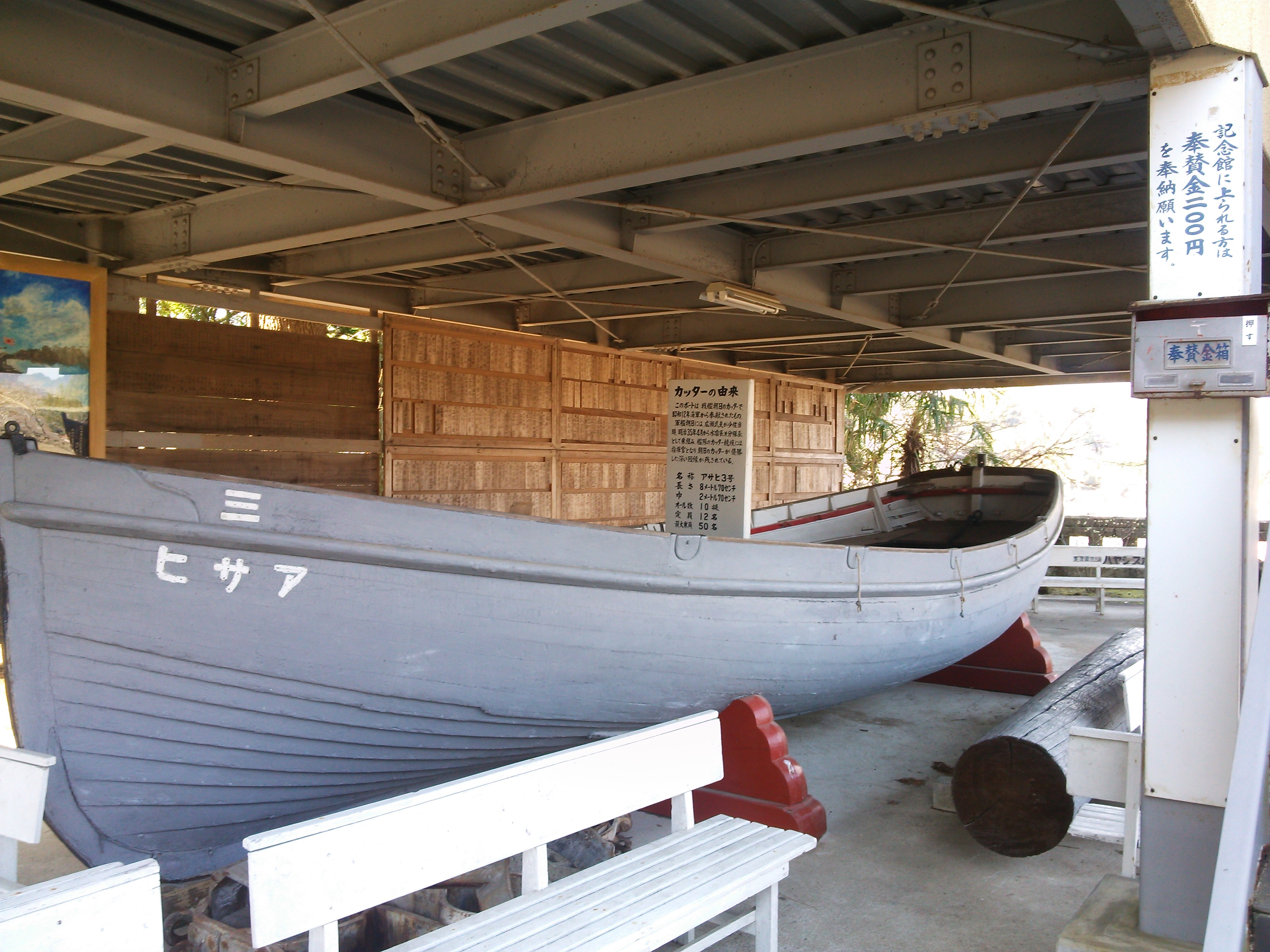
戦艦朝日のカッター
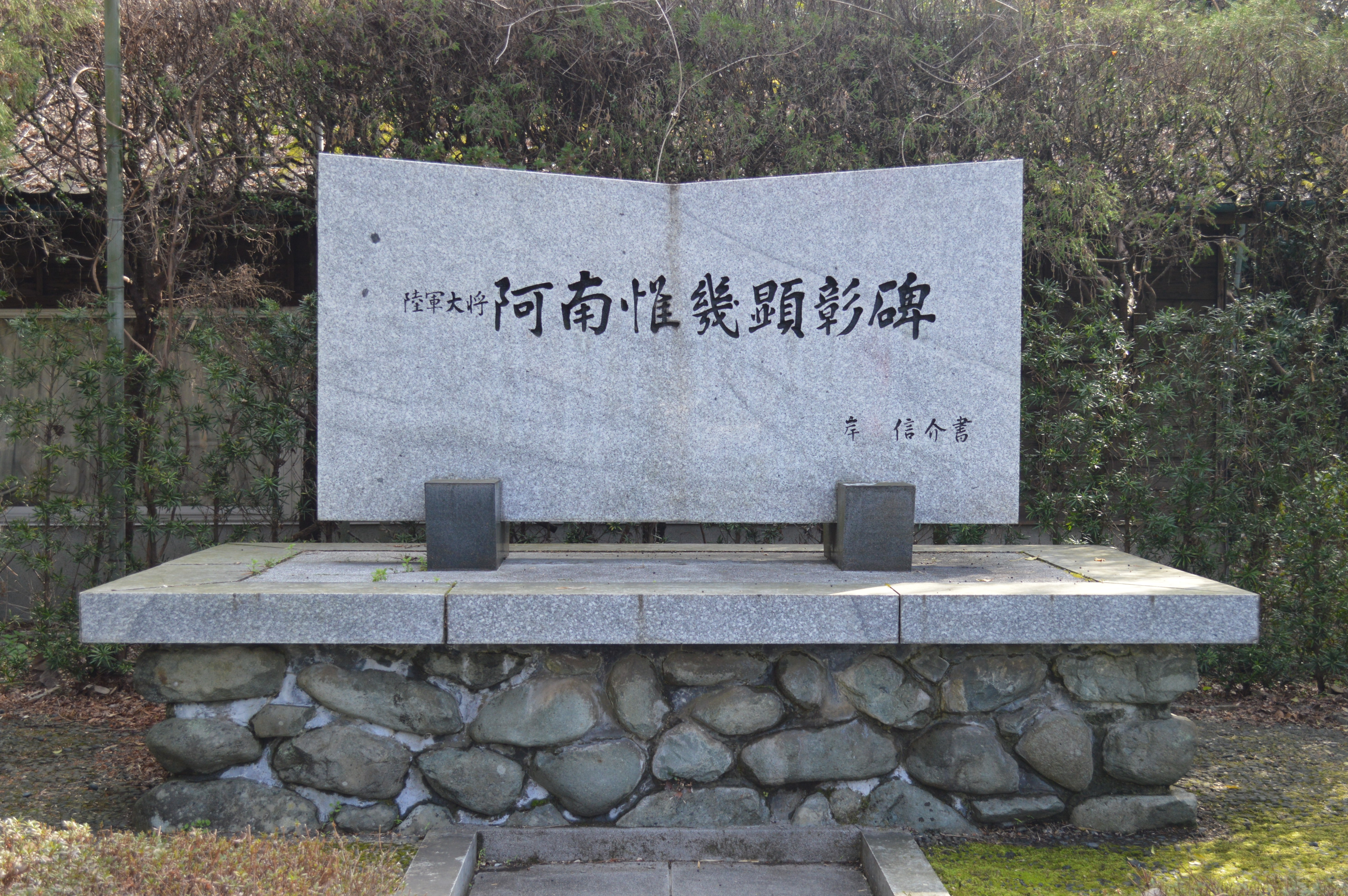
阿南惟幾顕彰碑